# Treutelsberg
Der Treutelsberg, seltener auch Treitelsberg, ist ein 503,7 m hoher Berg im deutschen Nordteil des Wasgaus (Rheinland-Pfalz), der zugleich den Südteil des Pfälzerwalds bildet.
Der Martinsturm auf der höchsten Kuppe des dreigliedrigen Kegelrückenbergs steht unter Denkmalschutz.

## Geographische Lage

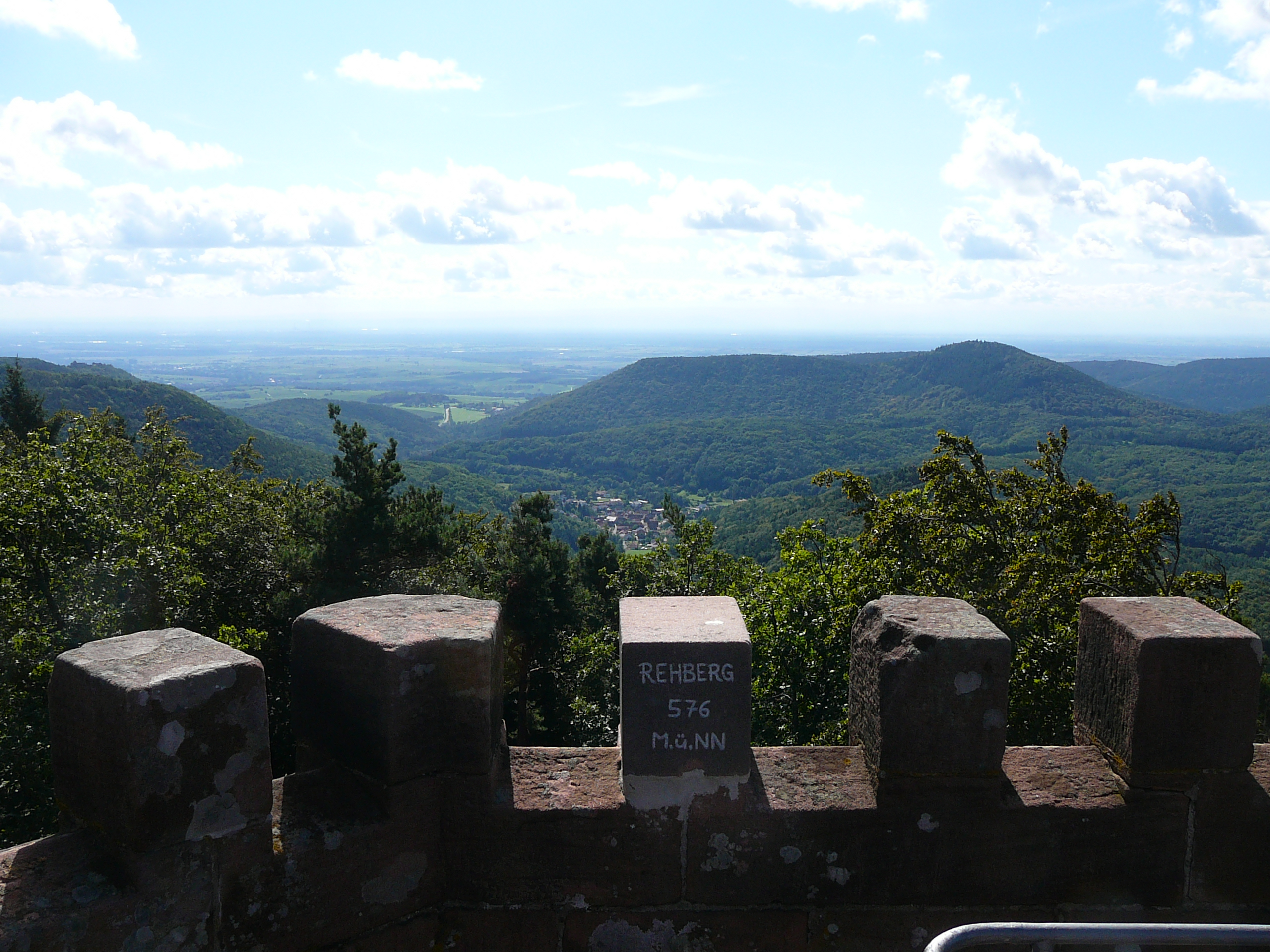
Treutelsberg (rechts) vom Rehbergturm aus gesehen

Der Berg erhebt sich am Ostrand des Wasgaus zur Rheinebene hin auf der Waldgemarkung von Klingenmünster; die Entfernung (Luftlinie) nach Südosten zum Rand der Wohnbebauung beträgt etwa 2 km, nach Osten zum Pfalzklinikum für Psychiatrie und Neurologie, nach Südwesten zur Ortsgemeinde Münchweiler am Klingbach sowie nach Norden zur Ortsgemeinde Waldhambach jeweils etwa 1,6 km.
Die mittlere und mit 503,7 m höchste seiner drei Kuppen wird auch Treutelskopf genannt. Die nördliche Kuppe mit der mittelalterlichen Fliehburg Heidenschuh ist 457,3 m hoch, die südliche misst 442 m.
Die Basis des Bergmassivs besitzt etwa 2 km Durchmesser; sie wird im Süden durch den Klingbach, im Norden durch dessen linken Zufluss Kaiserbach begrenzt.

## Geschichte
Der Name des Berges stammt von seiner Dreigeteiltheit. Ursprünglich nannte man ihn in der örtlichen Pfälzer Mundart „Dreidäälberg“, also Dreiteilberg. Nachdem aufgrund des Vertrags von München die linksrheinische Pfalz ab 1816 dem Königreich Bayern unterstellt war, erfassten dessen Beamte das für sie neue Territorium. Des Pfälzischen unkundig übertrugen sie den gehörten Bergnamen in vermeintliches Schriftdeutsch.
Der 14 m hohe Martinsturm auf der höchsten der drei Kuppen wurde 1886 errichtet. Er gehört zu den Kulturdenkmälern von Klingenmünster.

## Tourismus

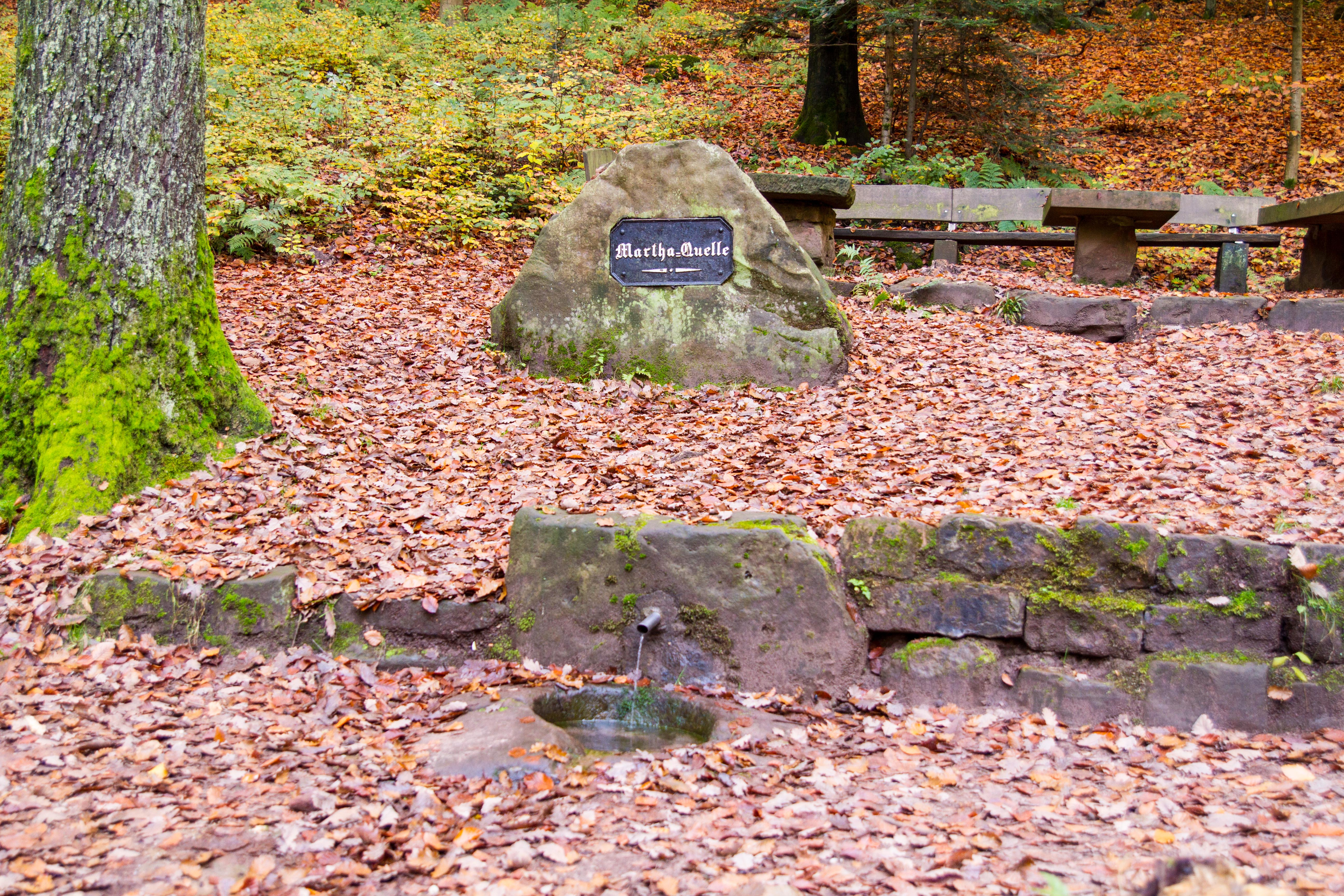
Die Marthaquelle zwischen Burg Landeck und Treutelsberg

Die Aussichtsplattform des Martinsturms liegt in etwa 12 m Höhe; sie ist überdacht mit einer zweiteiligen Kupferhaube. Der umgebende Pflanzenbewuchs ist niedrig gehalten, höhere Bäume fehlen nahezu gänzlich. Bei guter Fernsicht reicht das Panorama bis in den Odenwald, den Schwarzwald und die Vogesen.
Der Treutelsberg ist nicht mit dem privaten Pkw, sondern nur zu Fuß über verschiedene Wanderwege erreichbar. Ein befahrbarer Waldweg ist forstwirtschaftlichen Zwecken vorbehalten.
Ein interessanter Aufstieg für Wanderer beginnt beim Pfalzklinikum Klingenmünster und führt mit der Markierung „grünes Dreieck auf weißem Grund“ über die Burgen Waldschlössel und Heidenschuh zum Martinsturm. Daneben kann der Treutelsberg auch von Klingenmünster mit der Markierung „weißes Dreieck“ über Burg Landeck und Marthaquelle erwandert werden. Die Marthaquelle (⊙) tritt in einem nach Osten gelegenen Taleinschnitt zwischen dem südlichen und dem mittleren Gipfel des Treutelsbergs auf 373 m Höhe zutage.
Die „Drei-Burgen-Wanderung“ fasst die verschiedenen Aufstiegsmöglichkeiten zum Martinsturm zu einem gut 9 km langen Rundweg zusammen. Die seit 2015 mit dem Logo „Burgenweg“ gekennzeichnete Wanderung führt zu den Burgen Waldschlössel, Heidenschuh und Landeck und berührt unterwegs außer dem Martinsturm noch einige kleinere Zwischenziele.